# イジー・キリアーン

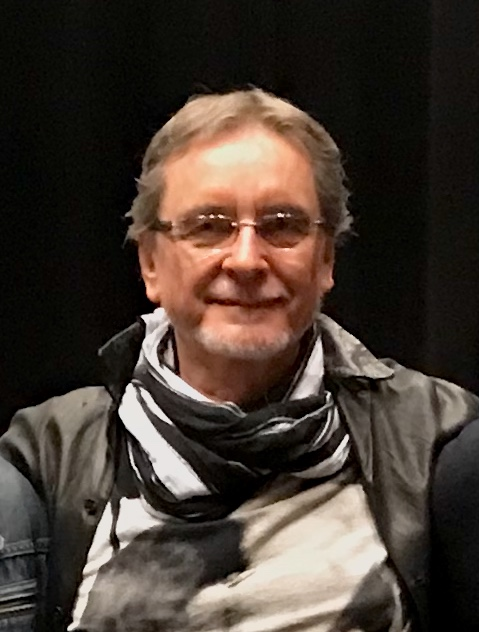
Jiří Kylián (2019)

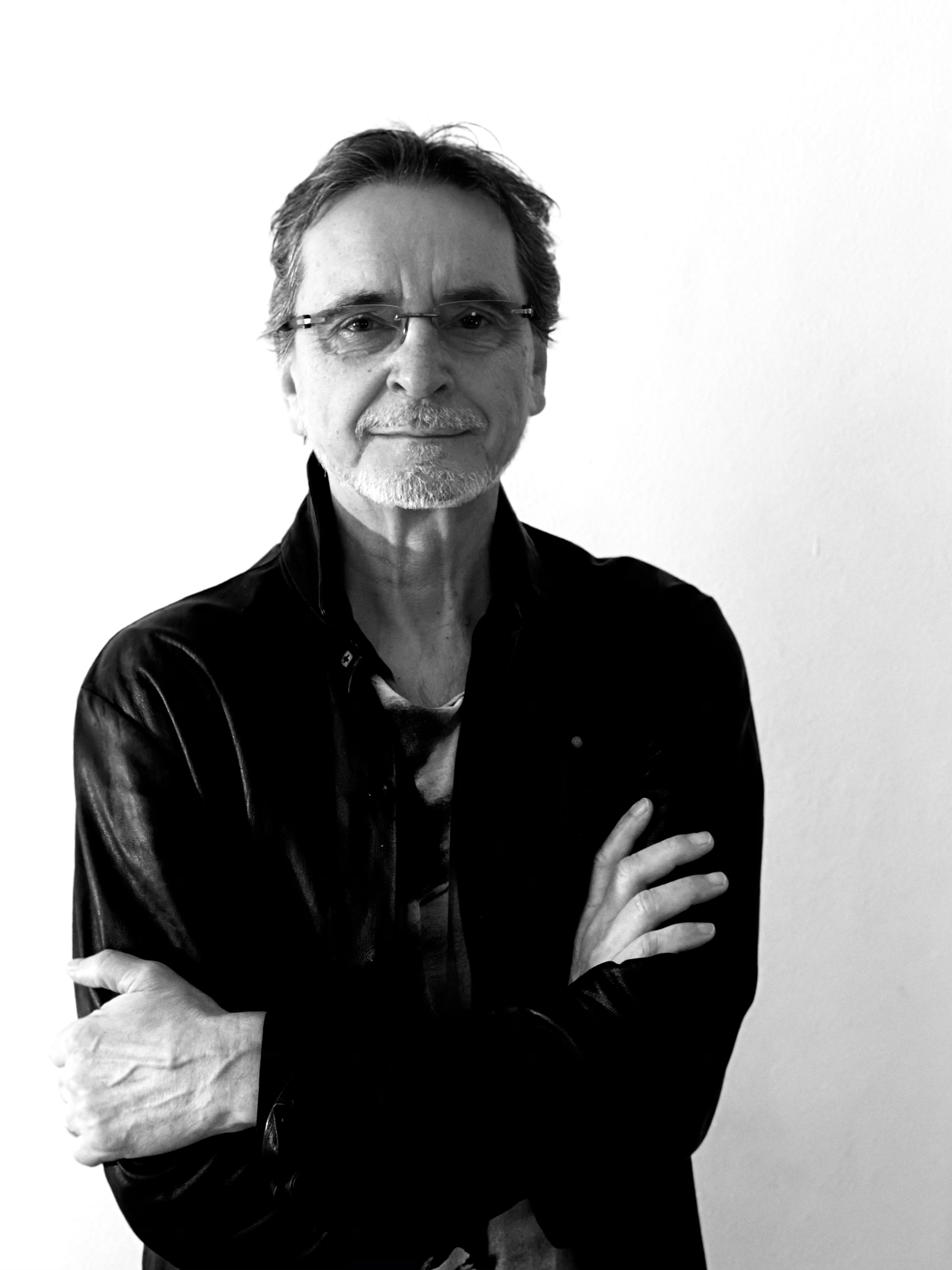
Jiří Kylián, Czech choreographer and dancer

イジー・キリアーン（イリ・キリアン 英語:Jiri Kylian,チェコ語:Jiří Kylián, 1947年 - ）はチェコ出身のバレエ振付家。
1947年プラハに生まれる。1967年英国ロイヤル・バレエ学校に入学。1968年ソリストとしてシュトゥットガルト・バレエ団に所属。ジョン・クランコに師事しながら振付を開始する。
1975年にネザーランド・ダンス・シアター(NDT)の副芸術監督、1978年には芸術監督に就任。以来50作以上の作品をNDTのために創作し、同カンパニーを世界的バレエカンパニーへと押し上げ名声を得る。
1999年8月に芸術監督の座を退いたが、いまもNDTの牽引者として多くの作品を振付け続けている。
2000年より彩の国さいたま芸術劇場における「彩の国キリアン・プロジェクト」の芸術監督に就任。
2006年、2007年と、ローザンヌ国際バレエコンクールにおけるコンテンポラリーバリエーションの課題はキリアン振付作品のなかから選ばれた。
2009-2010年のNDT創立50周年シーズンを最後に30年以上在籍したネザーランド・ダンス・シアターから退く。

## 代表作
- 『ヴューワーズ』（1973年）
- 『シンフォニー・イン・D』（1976年）
- 『シンフォニエッタ』（1978年）
- 『輝夜姫』（1988年）
- 『小さな死』（1991年）
- 『優しいうそ』（1999年）
- 『ブラックバード』（2001年）
- 『27'52''』（2002年）
- 『ラストタッチ』（2003年）
- 『扉は必ず・・・』（2004年）
- 『Tar and Feathers』（2006年）
- 『Gods and Dogs』（2008年）
- 『Mémoires d'Oubliettes』（2009年）